# Centro di ricerca militare di Peenemünde

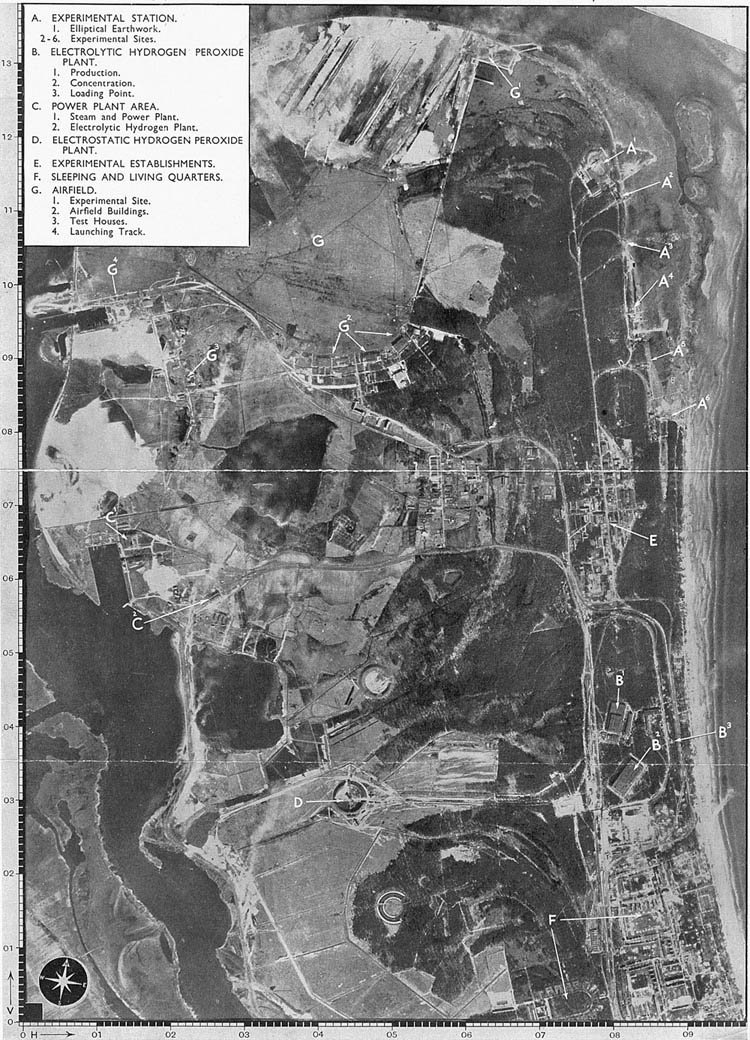
Veduta aerea del centro ripreso dall'aviazione britannica nell'aprile 1943

Il centro di ricerca militare di Peenemünde (in tedesco: Versuchsstelle des Heeres Peenemünde; brevemente: Heeresversuchsanstalt Peenemünde, HVA Peenemünde) fu impiantato nel 1936 come istituzione di sviluppo e ricerca dell'esercito della Wehrmacht, a nord dell'isola di Usedom.
Sotto il comando di Walter Dornberger, capo della sezione missilistica dello Heereswaffenamt, e con la guida tecnica di Wernher von Braun, in tale zona militare fu sviluppato e testato soprattutto l'A4, primo missile balistico funzionante, poi noto nella propaganda nazista come V2. Con il suo primo volo riuscito, tale missile fu il primo oggetto costruito dall'uomo a spingersi ai confini dello spazio esterno: per questo motivo il centro è chiamato spesso in tedesco Wiege der Raumfahrt («culla dei viaggi spaziali»).
Il centro, cosiddetto «Impianto est», fu completato nel 1938 dalle strutture dell'«Impianto ovest» (in seguito Stazione sperimentale della Luftwaffe di Karlshagen). Dal giugno 1943 nell'area trovò posto un campo di concentramento satellite. Negli ultimi due anni della seconda guerra mondiale la produzione dei missili A4 ebbe luogo presso la Mittelwerk nel tunnel del colle Kohnstein a Niedersachswerfen, con annesso il campo di concentramento di Mittelbau-Dora. Nel sito ha sede un museo storico-tecnico che offre notizie sugli avvenimenti e sulla storia del luogo.

## Storia

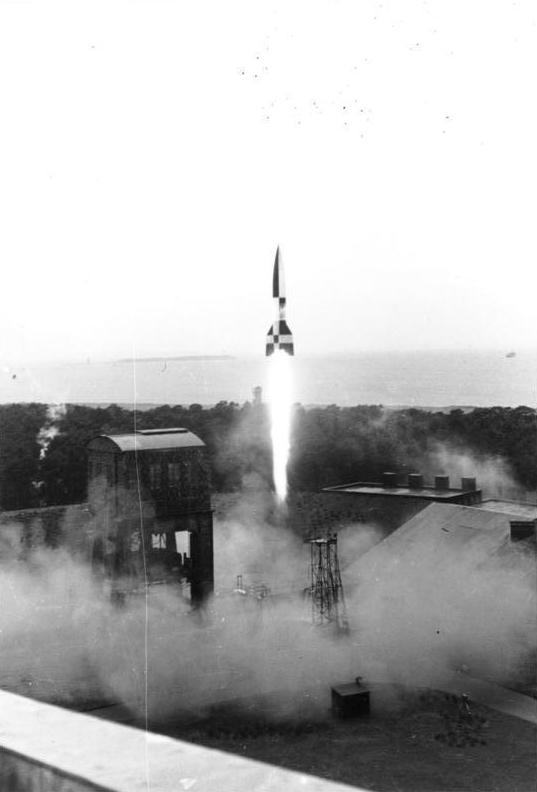
Lancio di un A4 dal Prüfstand VII nel marzo 1942

### Origini
La corsa tedesca allo sviluppo missilistico prese inizio già alla fine degli anni 1920 sotto la Repubblica di Weimar. Finanziate dalla Reichswehr, nelle imprese tedesche furono avviate le prime ricerche segrete per la costruzione di un razzo a propellente liquido. Sotto le condizioni del trattato di Versailles, la Germania sopportava restrizioni allo sviluppo dell'artiglieria pesante. Alla fine della prima guerra mondiale tuttavia l'avvento dei missili a lunga gittata non era ancora prevedibile, e perciò la loro fabbricazione non era espressamente vietata. Al centro di ricerca militare di Kummersdorf - settore recintato e inaccessibile alle truppe della locale area d'addestramento - si impiantarono banchi di prova per test di fuoco con stufe a razzo.
Poiché comunque a Kummersdorf non potevano essere lanciati missili di grosso calibro, si dovette trovare un terreno più adatto. L'ufficio progetti WaPrüf 11 del maggiore Walter Dornberger effettuò la ricerca del luogo e lo trovò il giorno di Natale 1935. Si ritiene sia stata la madre di Wernher von Braun, nativa di Anklam, ad aver suggerito Peenemünde all'estremo nord dell'isola di Usedom. Il cosiddetto «gancio di Peenemünde», dove durante la guerra dei trent'anni era approdato il re di Svezia Gustavo Adolfo, giace a nord di Zinnowitz presso il villaggio peschereccio di Peenemünde. La zona era isolata e offriva la possibilità di scagliare missili in direzione ovest nord ovest lungo la costa pomerana, osservandone la traiettoria dall'isola di Ruden fino a 400 km di distanza.
Nella primavera 1936 il comandante supremo dell'esercito, colonnello generale Werner von Fritsch, ispezionato il progetto missilistico a Kummersdorf, ne restò convinto, e la provenienza dall'esercito del generale della Luftwaffe Albert Kesselring permise in aprile di coinvolgervi anche la forza aerea. Dai fondi del ministero dell'aviazione la zona militare ottenne un finanziamento di 750 000 marchi; l'esercito e la Luftwaffe avrebbero diviso i costi del progetto e dell'impresa.
Nell'estate 1936 iniziò la costruzione delle strutture, nello stile delle comuni basi aeree Luftwaffe. Il terreno fu dotato di 25 km di rotaie, tre porti e numerose strade. Tra il 1937 e il 1940 nel centro di ricerca militare si investirono approssimativamente 550 milioni di marchi. La sua edificazione in così breve tempo fu resa possibile solo dall'impiego massiccio di forzati come deportati e prigionieri di guerra quali gli Ostarbeiter. Nel quadro del riarmo della Wehrmacht, per quello che fu uno dei maggiori progetti militari segreti al tempo della dittatura nazista, si demolì il 70% delle abitazioni, e della vecchia Peenemünde con le sue case di pescatori dai tetti di paglia non restò praticamente più nulla. Già nel maggio 1937 l'esercito poté trasferire i primi novanta dipendenti da Kummersdorf all'«Impianto est», seguito nel 1938 dalla Luftwaffe che ne collocò all'«Impianto ovest». L'«Impianto sud» serviva alla produzione e includeva l'apparato per i test con i due grandi capannoni di produzione F1 e F2. Il primo era lungo 248 m e largo 120, e risultava perciò uno dei più grandi capannoni di montaggio senza supporti intermedi dell'epoca. Era inoltre in progetto un magazzino di superficie 180 per 95 e altezza 18 m, ma a causa della scarsità di materiale e della dislocazione della produzione furono completati solo basamenti e raccordi ferroviari.
La principale rampa di lancio dei missili A4 fu il Prüfstand VII diretto da Kurt Heinrich Debus. A Peenemünde riuscirono solo lanci di prova, poiché tanto il V1 quanto gli A4 avevano ancora gittata troppo breve per raggiungere obiettivi nemici.

### Lager di Karlshagen
Da giugno a ottobre 1943 esistette a Peenemünde un lager satellite del campo di concentramento di Ravensbrück. Il montaggio degli A4 doveva essere attuato nel capannone F1 con l'impiego dei forzati dell'impianto per i test, al cui pianterreno alloggiavano seicento prigionieri. Il direttore tecnico del centro Wernher von Braun designò questo lager come campo prigionieri F1. A Buchenwald e Sachsenhausen si selezionò personale specializzato da impiegare nella produzione in serie degli A4 in programma a Peenemünde dal 1º ottobre 1943. Questi lavoratori, essendo definiti ufficialmente «qualificati», avrebbero ricevuto qui un trattamento decisamente migliore dei loro compagni in altri lager. Esistevano inoltre un altro campo di lavoro per i reparti della Luftwaffe (Karlshagen I), un campo di prigionieri di guerra a Karlshagen e un altro a Wolgast. Nell'insieme si trovavano alloggiati qui in media 1400 forzati, a volte anche di più, inclusi oltre tremila tra Ostarbeiter dall'Ucraina e lavoratori civili dalla Polonia. Erano inoltre impiegati lavoratori a contratto cechi, olandesi, italiani, e lavoratori civili francesi. La sorveglianza del campo di lavoro fu attuata da guardie regionali e nel 1943 a volte anche delle SS.

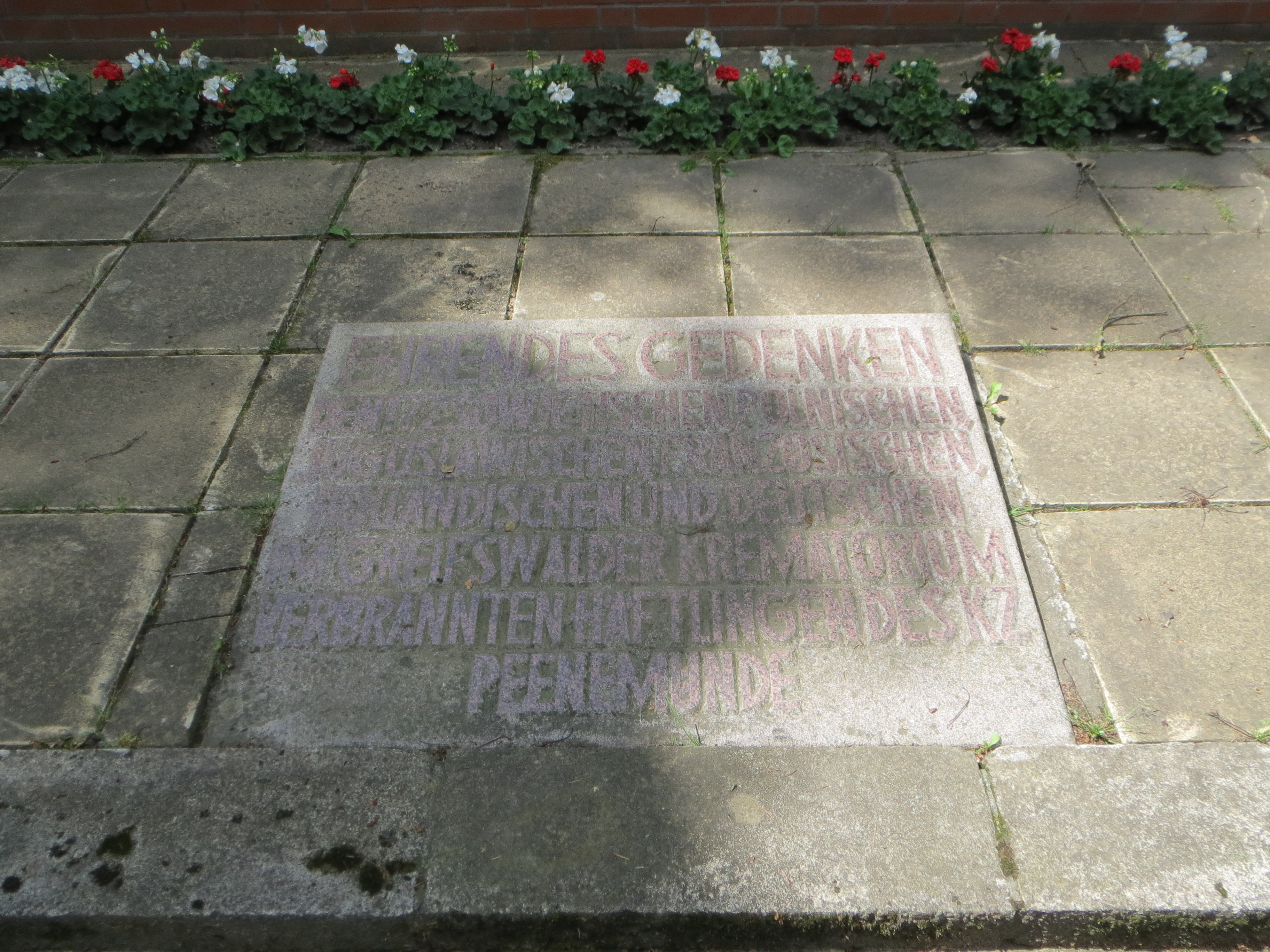
Lapide a ricordo dei prigionieri trucidati nel lager di Peenemünde al cimitero nuovo di Greifswald

Almeno 171 prigionieri di Peenemünde, morti tra il novembre 1943 e il settembre 1944, furono cremati nel forno di Greifswald, mentre altre salme furono sepolte sul posto.
Ripartiti in Arbeitskommandos, i prigionieri del campo di lavoro di Karlshagen I dovevano lavorare, tra l'altro, nei seguenti ambiti: servizi di supporto alle prove di lancio del V1, lavori di ampliamento della pista di lancio per il test del caccia Me 163, sterri, costruzione di argini di protezione, rivestimento esterno di velivoli, disinnesco di bombe inesplose, riparazione di danni da bombardamento, isolamento del sistema di teleriscaldamento, operazioni di carico portuale.
Sull'impiego dei forzati scrisse il direttore del centro Walter Dornberger nel verbale di riunione da lui firmato il 4 agosto 1943:
.

### Bombardamento e dislocazione

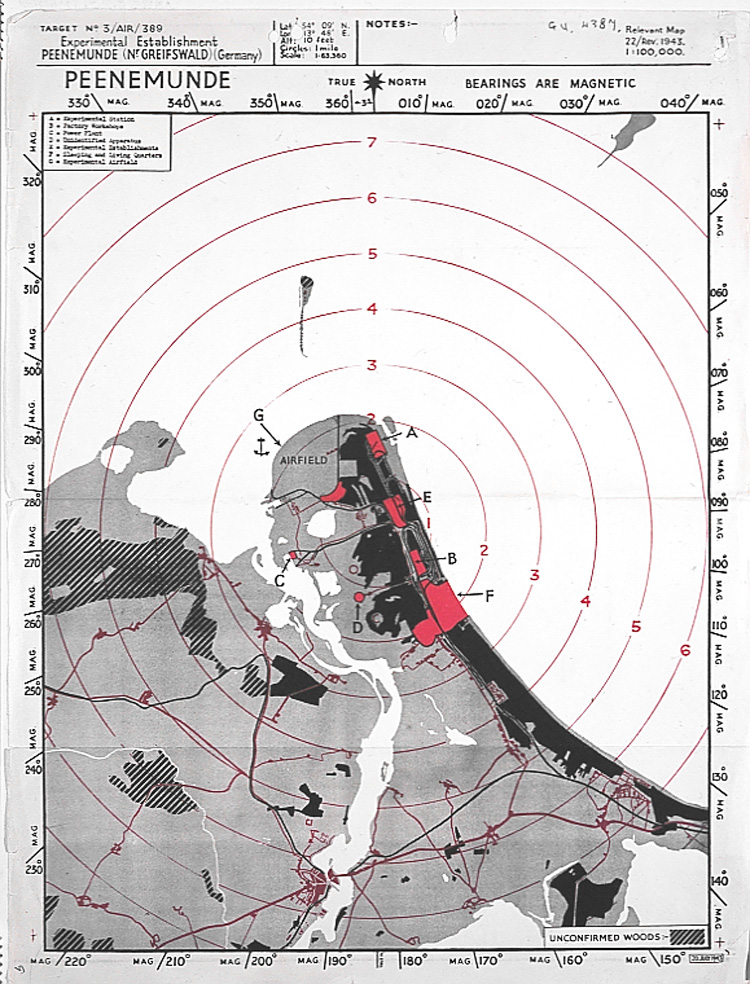
Piano d'attacco britannico dell'operazione Hydra. Obiettivo F: quartieri residenziali e dormitori

I britannici, consapevoli del progetto già dal discorso che Hitler, il 19 settembre 1939, tenne all'Artushof di Danzica su un'arma d'attacco di nuovo genere, tentarono troppo tardi di distruggerlo nell'Operation Hydra della notte tra il 17 e il 18 agosto 1943. Tra gli obiettivi principali era inclusa l'uccisione degli scienziati nei loro alloggi, come documentato dall'obiettivo F indicato nel piano d'attacco: «quartieri residenziali e dormitori». Il bombardamento a tappeto della RAF mancò di poco il bersaglio e colpì in parte l'«Impianto sud», ma soprattutto la zona residenziale di Karlshagen e i campi di prigionia di Trassenheide I e II. Nel vicino lager di Trassenmoor, tra Karlshagen e Trassenheide, si trovavano soprattutto prigionieri di guerra sovietici ai lavori forzati: le bombe britanniche causarono molte vittime tra di loro, mentre i detenuti in fuga furono uccisi dalle guardie. Sebbene il lager fosse gravemente danneggiato dall'attacco aereo, i forzati dovettero subito intraprendere lavori di bonifica del centro ricerche, e il numero delle vittime aumentò.

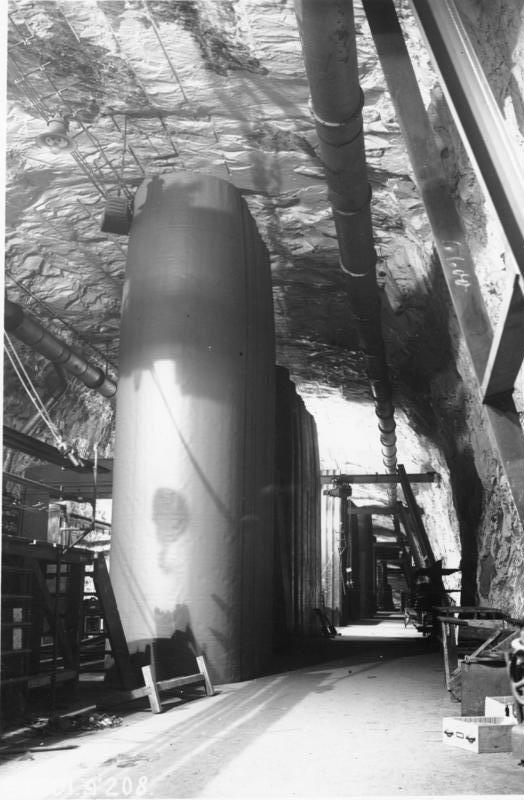
La produzione sotterranea del V2 dislocata a Mittelbau-Dora

Dopo l'attacco britannico parte degli impianti di prova fu trasferita in officine sotterranee, principalmente nel sistema di tunnel di Kohnstein nello Harz, dove la produzione in serie ebbe seguito. La nota negli annali dell'impianto di Peenemünde datata 8 settembre 1943 recita al riguardo:
Per prime furono trasferite le macchine del capannone di montaggio. La nota del 13 ottobre seguente reca invece un laconico: «Ritiro» (dei prigionieri).
I missili prodotti nel nuovo impianto furono trasportati a Peenemünde attraverso la Reichsbahn e ivi testati. Fu applicata una verniciatura mimetica finale e furono poi consegnati alla Wehrmacht e in piccola parte alle Waffen-SS.
I comuni impianti di produzione di parte degli A4 erano diffusi in tutto il territorio tedesco e austriaco: sotto il nome in codice di «Lager Rebstock» presso Dernau sull'Ahr, in impianti sotterranei nell'ex tunnel ferroviario, si produssero installazioni a terra e veicoli per i missili; altri produttori furono la ditta Gustav Schmale di Lüdenscheid, che fabbricava parte delle camere di combustione, e la Accumulatoren Fabrik AG di Hagen-Wehringhausen, che forniva accumulatori speciali. A inizio 1944 nel lager satellite di Redl-Zipf, nel territorio di Neukirchen an der Vöckla, fu avviato l'impianto di un banco di prova dei motori.
Non fu solo lo stabilimento di produzione a doversi spostare da Peenemünde nell'autunno 1943. A settembre Kammler ricevette l'ordine di far costruire un sistema di tunnel presso Ebensee nel Salzkammergut, dove intraprendere il progetto di sviluppo del centro (nome in codice «Kalk», poi «Zement»), e qui, nei lavori d'ampliamento iniziati a novembre, come nei tunnel di Kohnstein, furono impiegate migliaia di prigionieri. A tal fine fu istituito il campo di concentramento di Ebensee. Tuttavia, quando cominciarono a emergere sempre maggiori ritardi nei lavori di scavo, nell'estate 1944 il piano di trasferimento del progetto sulle Alpi fu abbandonato. Il ministero per gli armamenti decise invece di riconvertire l'impianto «Zement» alla produzione di ingranaggi per carri armati e alla costruzione di una raffineria di petrolio sotterranea.
In tutto, nel 1943 operavano quattro siti di produzione in serie degli A4; prigionieri furono tradotti a Peenemünde da Buchenwald (giugno), presso la Zeppelinwerk di Friedrichshafen da Dachau (giugno-luglio), presso la Raxwerke di Wiener Neustadt da Mauthausen (giugno-luglio), presso la Demag-Panzerwerk nella periferia di Berlino da Sachsenhausen (marzo). L'autorità militare del centro di ricerche di Dornberger sottoscrisse al riguardo un verbale di riunione con Degenkolb e Kunze, con l'impegno a condurre la produzione in serie in tutti e quattro gli impianti  «ricorrendo in linea di principio ai detenuti».
Il crescente pericolo di attacchi si concretizzò in tre nuovi bombardamenti nel 1944 (18 luglio, 4 e 25 agosto) da parte delle forze aeree statunitensi, e i prigionieri del centro dovettero costruire un bunker di protezione in cemento armato. Il commando «Bunkerbau» si componeva di quattrocento detenuti. L'impiego di questo commando è descritto da alcune testimonianze come l'episodio più brutale, e un totale di 295 morti è documentato.
Dal 1943 i servizi segreti statunitensi (OSS) e britannici (SOE) erano in contatto con gruppi della resistenza austriaca intorno al cappellano Maier. Per questa via i disegni progettuali dei missili V2, come anche schizzi di mappe di impianti di produzione di armi, pervennero agli stati maggiori alleati, rendendo possibili attacchi di precisione ai bombardieri. Il 20 maggio 1944 frammenti di un A4 precipitato furono recuperati da membri dell'esercito nazionale polacco. Nella notte tra il 25 e il 26 luglio i principali componenti furono trasportati a Brindisi da un DC-3 della RAF atterrato nei pressi di Żabno, accompagnati da un'analisi stilata in Polonia (Operation Most III). Da lì il materiale segreto raggiunse Londra, molto prima del primo missile A4 caduto in Inghilterra. A Peenemünde, nonostante i tre nuovi attacchi aerei sul centro del 1944, i test sugli A4 proseguirono.

### Wunderwaffen
Il 30 gennaio 1945, nell'ultimo discorso trasmesso alla radio, in spregio alla sconfitta incombente Hitler tornò a promettere la vittoria con il ricorso potenziato a certe Wunderwaffen, tra le quali era incluso anche il V2. Già nel 1943 la propaganda nazista aveva annunciato il bombardamento dell'Inghilterra con «armi di rappresaglia» in risposta agli attacchi aerei alleati sulle città tedesche: ciò al fine di tenere alto il morale del popolo e lo spirito combattivo dei soldati. Con la reiterata «formula magica» dell'efficacia delle nuove armi, il regime diffondeva la credenza che la Wehrmacht avesse in mano una nuova tecnologia avanzata in grado di rovesciare l'esito della guerra. Ma la fiducia euforica del popolo, effimeramente sostenuta dall'uso di tali armamenti, mutò rapida in scetticismo quando, nell'estate 1944, fu chiaro che i missili V non riuscivano a raggiungere i netti successi attesi.

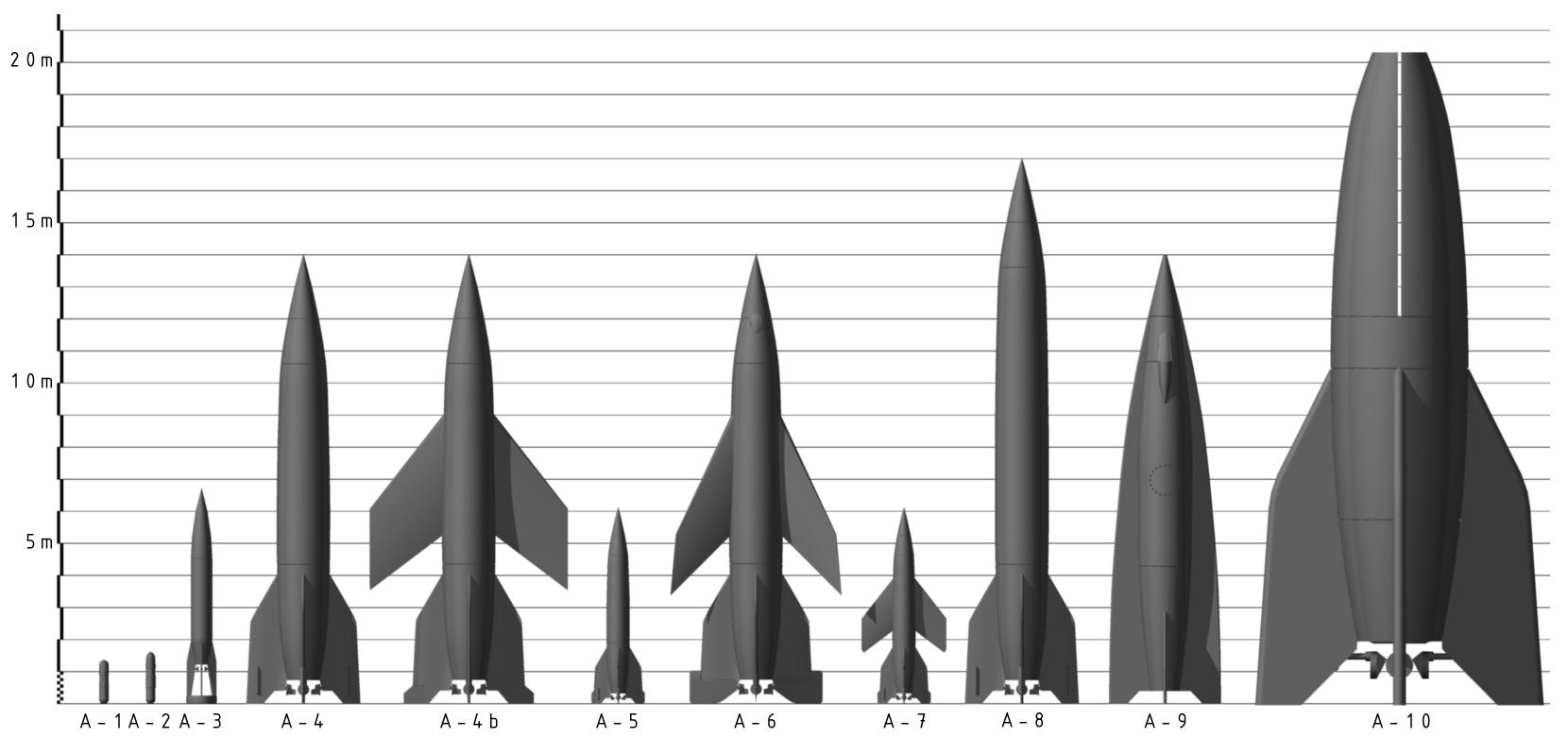
Raffronto delle dimensioni dei diversi Aggregate in progetto (i maggiori avrebbero dovuto rendere possibile un attacco contro il territorio degli Stati Uniti)

Il motivo per cui la definizione degli A4 come «armi di rappresaglia», diffusa da Goebbels, si fosse dimostrata un palese inganno è messo a nudo dalle osservazioni fatte da Dornberger già alla fine di marzo 1942, ben prima del lancio del primo V1 su Londra: l'impiego dei missili sarebbe stato pianificato in modo tale da «prendere sotto il fuoco "per procura" gli obiettivi strategici come Londra, le zone industriali, gli impianti portuali a intervalli irregolari e indipendenti anche dalle condizioni meteorologiche». Ancor prima, nel luglio 1941, quando pure sponsorizzava le nuove armi, Dornberger aveva messo in guardia sulla «non più effettiva superiorità aerea» tedesca, con un chiaro riferimento alla perduta battaglia d'Inghilterra. Ma già alla fine del 1939 il progetto bellico tedesco si trovava in ritardo nel campo missilistico.
L'8 febbraio 1945 il prigioniero di guerra sovietico Michail Devjataev, con un gruppo di dieci detenuti, riuscì a fuggire dal centro a bordo di un He 111. Fino alla disattivazione dell'impianto di lancio, il 21 febbraio seguente, da Peenemünde e dall'isola Greifswalder pertinente al centro furono lanciati complessivamente 282 missili, 175 dei quali dal Prüfstand VII. Altri test di missili A4 furono effettuati a Blizna e nella foresta di Tuchel, essenzialmente per ragioni di addestramento degli addetti ai missili o di camuffamento. Successivamente Dornberger ricercò altri siti idonei alla costruzione di una stazione di ricerche e all'addestramento missilistico dei soldati, ad esempio nei boschi di Wolgast, nel Weserbergland e nei pressi di Liebenau, ma entro i primi di aprile furono effettuati soltanto due nuovi test.

### Evacuazione e dopoguerra
Il 17 febbraio 1945 iniziò lo smantellamento del sito e l'evacuazione si concluse per i primi di marzo. Sempre in febbraio le SS cominciarono a smontare il lager e organizzarono deportazioni in quelli satelliti di Mittelbau-Dora, Barth e Ellrich-Juliushütte. Da aprile costrinsero i restanti detenuti a una marcia della morte. Peenemünde e il centro di ricerca furono occupati il 4 maggio 1945 dalle truppe sovietiche. Esse lavorarono allo smantellamento degli impianti, in gran parte rimasti in piedi, fino al 1946 e li trasportarono in Unione Sovietica soprattutto attraverso il porto di Swinemünde. Per decisione della commissione alleata di controllo gli impianti non demoliti furono incendiati da una ditta tedesca. L'amministrazione militare sovietica del Meclemburgo dispose di porre i materiali da costruzione a disposizione gratuita di nuovi coltivatori terrieri.
Dal 1945 al 1952 Peenemünde fu base della marina e dell'aviazione sovietica. Nel 1952 avvenne la sua consegna alla NVA della Germania orientale.
Fino al 1990 tutta l'area nord ovest dell'isola di Usedom fino a Karlshagen fu zona vietata della NVA, che vi gestiva una base aerea militare. Nel 1961 la base per i test appartenuta alla Luftwaffe era stata ampliata, così da poter essere usata dai jet dello Jagdfliegergeschwader 9 delle forze aeree tedesche orientali. Dopo la riunificazione, nel 1993 fu dissolta. La Bundeswehr gestisce un'analoga istituzione con la stazione di ricerca Wehrtechnische Dienststelle 91 nell'ex poligono di tiro Krupp di Meppen. Altre stazioni private sono gestite dalla Rheinmetall presso il poligono aziendale di Unterlüß.

## Impianto

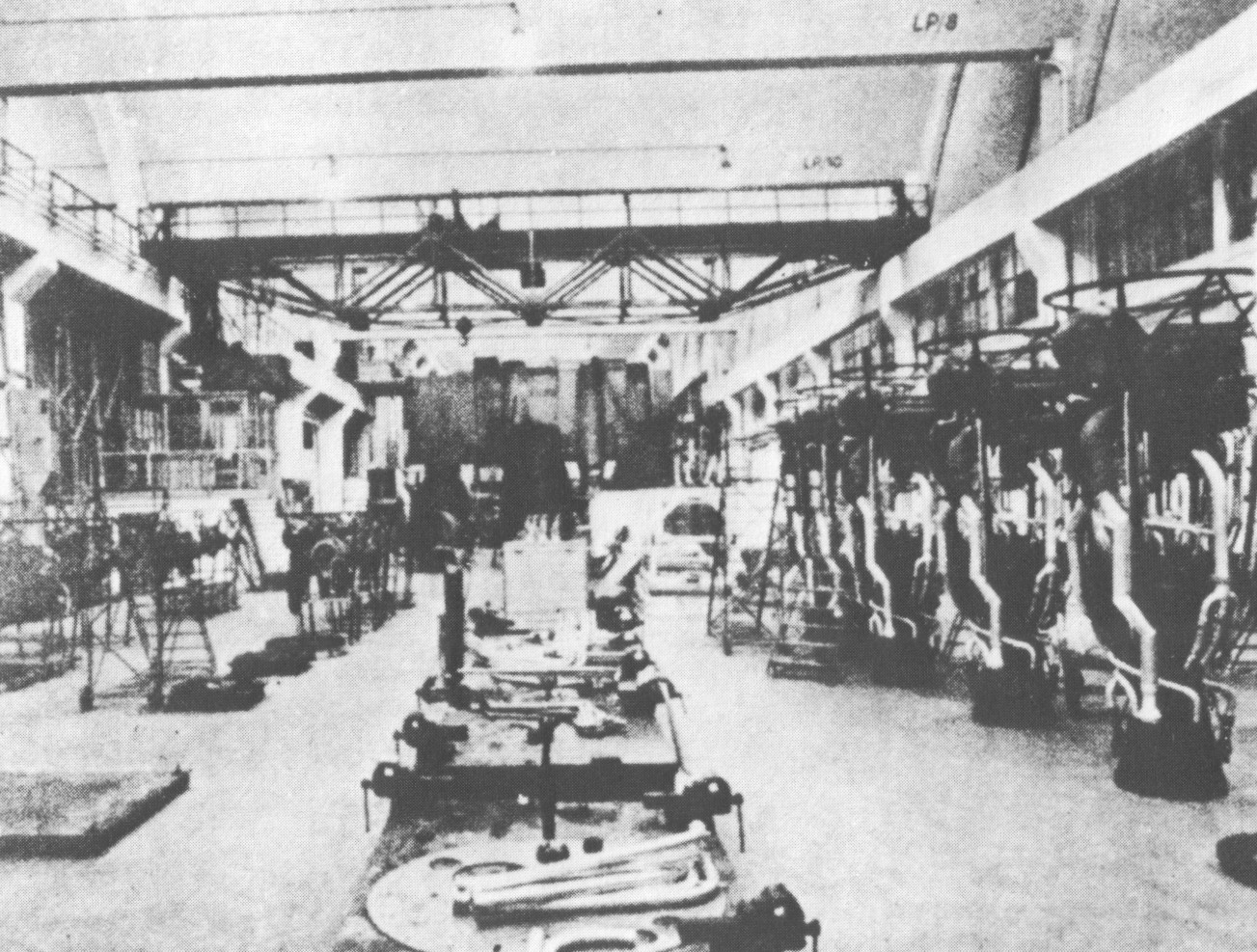
Sala d'assemblaggio dei propulsori del V2

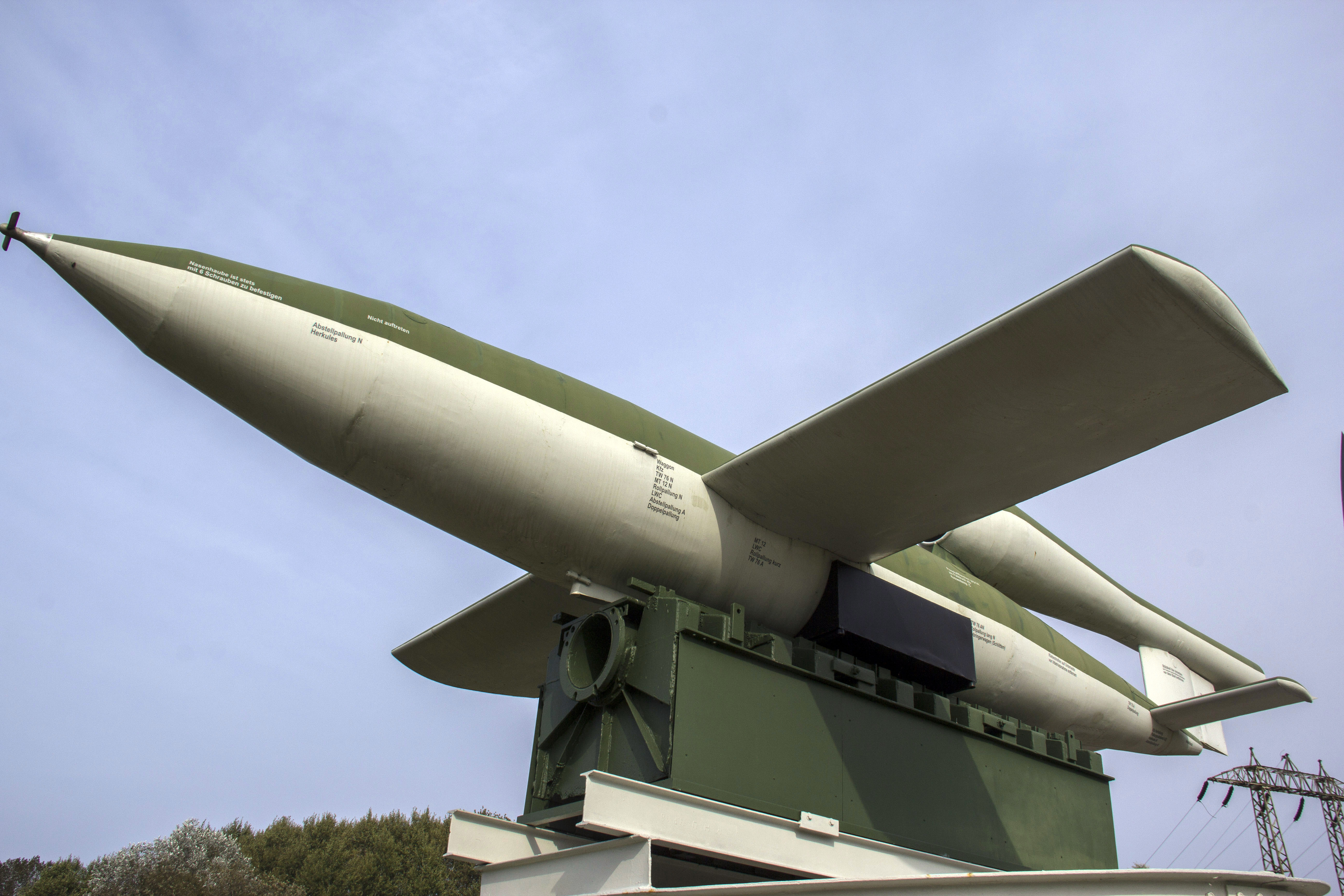
V1

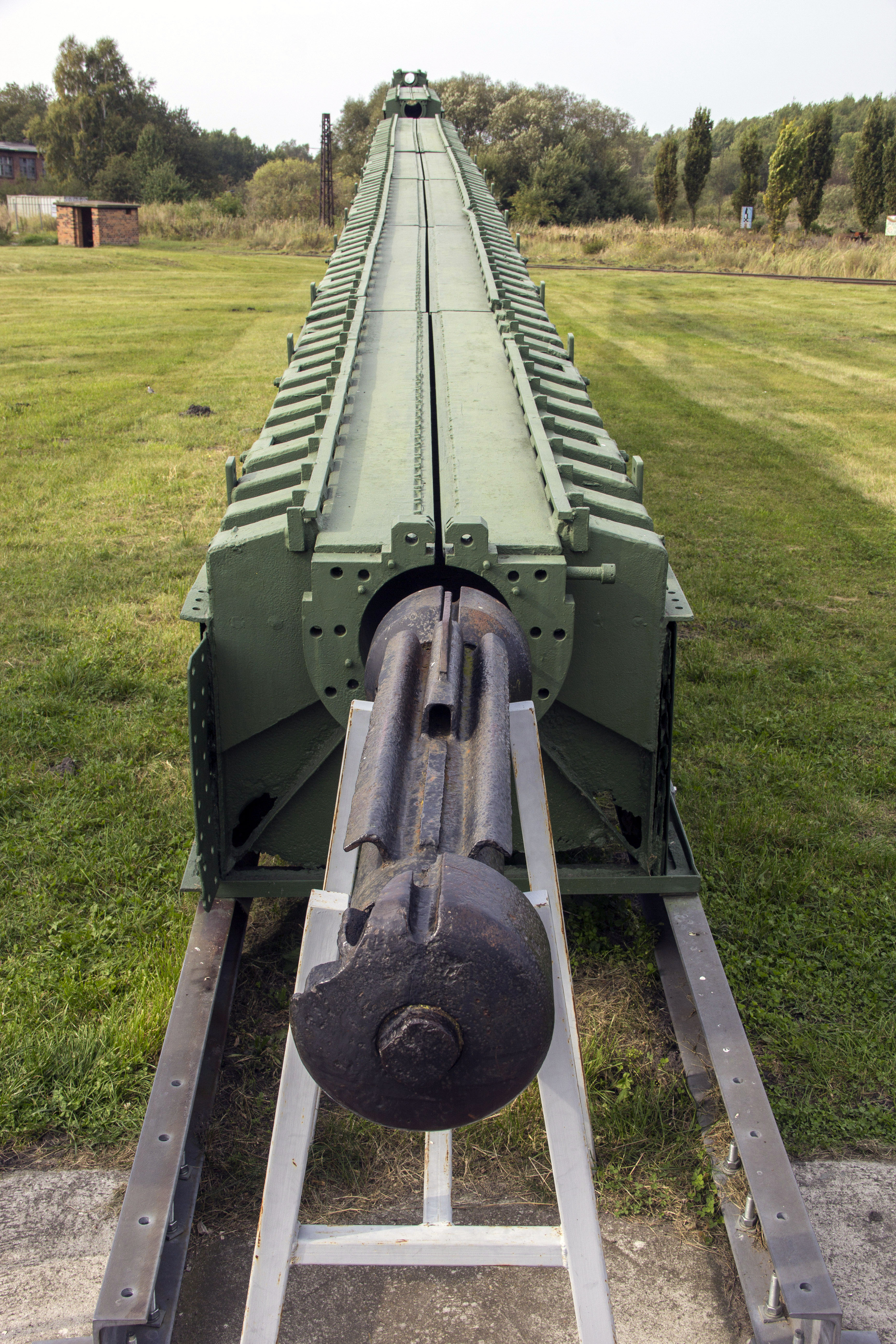
Rampa di lancio del V1

L'area del centro di ricerche di Peenemünde forma parte dell'opera di militarizzazione dell'isola di Usedom condotta a suo tempo. Pertengono direttamente al centro gli impianti sperimentali per bombe a controllo remoto presso Zinnowitz e Garz. Esistevano inoltre dislocazioni vicino a Neuendorf e Pudagla.
Per la sicurezza del centro furono installate batterie costiere e antiaeree a Peenemünde, Karlshagen, Zempin, Ückeritz, Swinemünde e lato terra sullo Zerninsee, a Korswandt, a Neuendorf, e inoltre cannoni antiaerei ad Ahlbeck, Garz Neverow, Dargen, Prätenow, Katschow, Mellenthin. Il Reichsarbeitsdienst fornì supporto logistico a Karlshagen, Bannemin, Zinnowitz, Ahlbeck, Korswandt, Kaseburg, Usedom, Mellenthin, Labömitz. Fabbriche di munizioni furono impiantate nella brughiera di Mellenthin, a Swinemünde, a Kaseburg.
Sulle due alte dune verso il mare, lo Streckelsberg presso Koserow e il Lange Berg presso Bansin, furono eretti punti d'osservazione, dai quali le traiettorie delle bombe a controllo remoto potevano essere registrate e misurate mediante speciali telecamere con obiettivo di 1 000 mm. Il bunker di osservazione del Lange Berg fu incendiato dopo la guerra, mentre i resti del bunker dello Streckelsberg, sopravvissuti a un altro tentato incendio, furono asportati a metà degli anni 1990.
È ancora in uso la tratta ferroviaria Zinnowitz-Peenemünde, che serviva al trasporto dei dipendenti del centro, ma non è più alimentata elettricamente da corrente continua a 1 200 V mediante linea aerea di contatto, come avvenne dal 1943 al 21 aprile 1946. Le vetture erano treni rapidi che raggiungevano la S-Bahn di Berlino e dal 1952 furono integrate nella serie esistente. Un'automotrice, che nel 1945 teneva i collegamenti verso l'Isartalbahn e in seguito verso la Deutsche Bundesbahn, ha subito un complesso restauro ed è esposta all'esterno del museo storico-tecnico.
Le piattaforme del tracciato della zona industriale sono ancora conservate in forma di muri di cemento prefabbricati presso la linea ferroviaria. In parte hanno subito riconversione per consentire il transito di più ampi treni moderni.
All'entrata di Peenemünde si trovano le rovine del Sauerstoffwerk II, un impianto che con il processo Linde otteneva dall'aria l'ossigeno liquido necessario come ossidante per gli A4. Del Prüfstand VII, la cui area è ancora chiusa al pubblico, restano solo le mura circostanti, la lastra di cemento alla base dei lanci di prova e il condotto di scarico per test di fuoco statici, dove si è formato uno stagno.

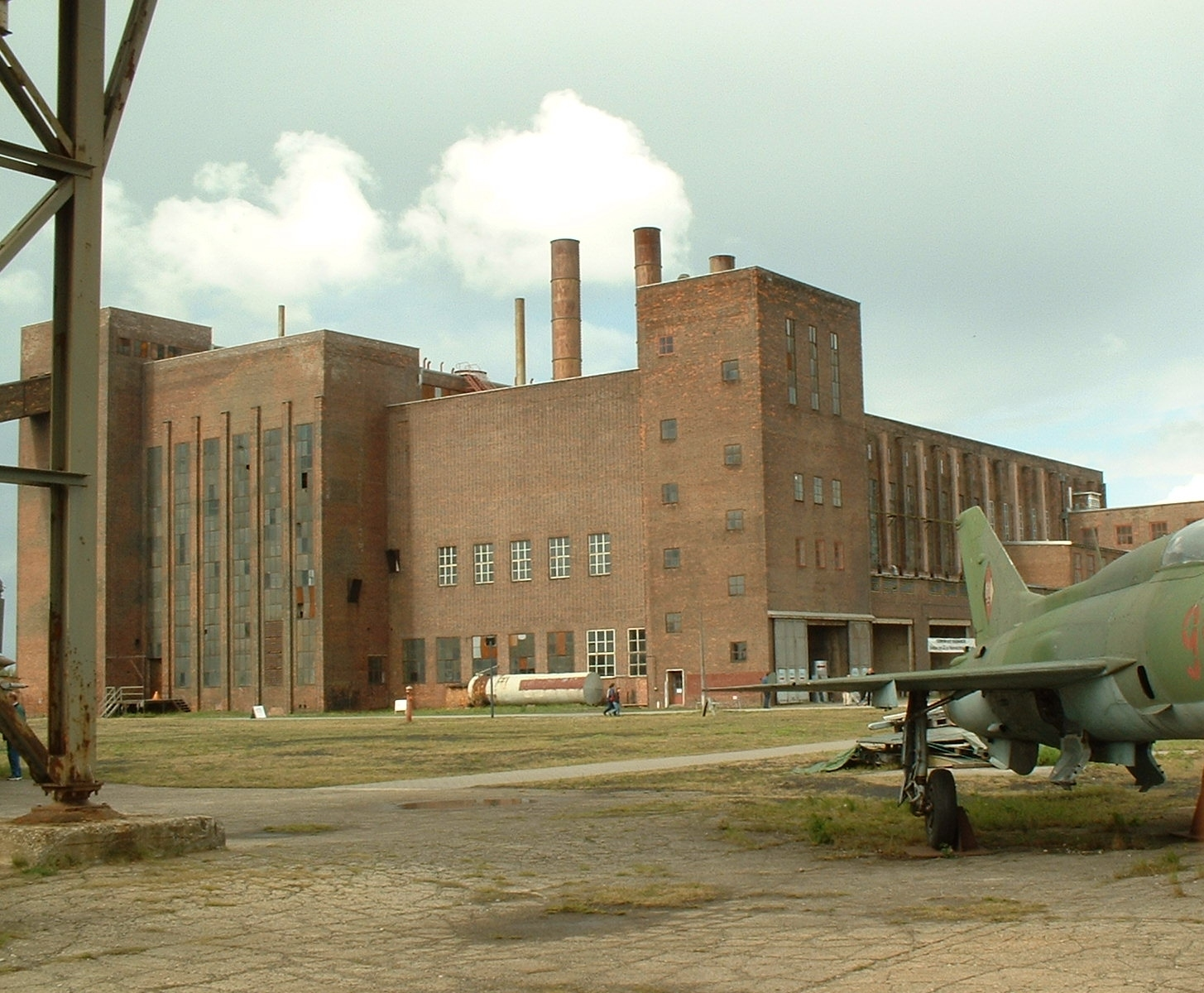
Centrale elettrica di Peenemünde

Solo la centrale elettrica di Peenemünde fu in uso fino al 1990. Essa testimonia chiaramente, tanto nello stile architettonico quanto nella funzionalità, la pretesa totalitaria dello stato nazista, ma dà anche un'idea delle dimensioni e degli standard tecnici dell'ex centro di ricerca. Tra i 20 e i 25 dei 30 MW di potenza che era in grado di generare raggiungevano il Sauerstoffwerk II. Questa centrale a carbone era tra le maggiori del Reich. Parte dell'impianto originario, ospitata nel museo storico-tecnico, ricorda gli albori della tecnica missilistica moderna ed è un cardine della European Route of Industrial Heritage, ma in essa il mito della potenza missilistica si confronta anche con il dolore delle vittime.
Attraversa la Peene tra Peenemünde und Karlshagen una linea aerea a corrente trifase a 110 kV, a doppio circuito, i cui pali di 75 m sono ben visibili da lontano. Questa linea fu costruita nei primi anni 1950 per condurre efficientemente in terraferma la corrente generata nella centrale termoelettrica di Peenemünde e non completamente utilizzata a Usedom. In seguito fu costruita una linea secondaria verso la sottostazione di Karlshagen. Dopo la chiusura dell'impianto nel 1990, la linea aerea tra la giunzione di Karlshagen e la centrale di Peenemünde fu smantellata, cosicché la residua installazione sul fiume serve soltanto la sottostazione. Residuano infine frammenti del grande bunker antiaereo a sud ovest della base aerea.

## Importanza storica

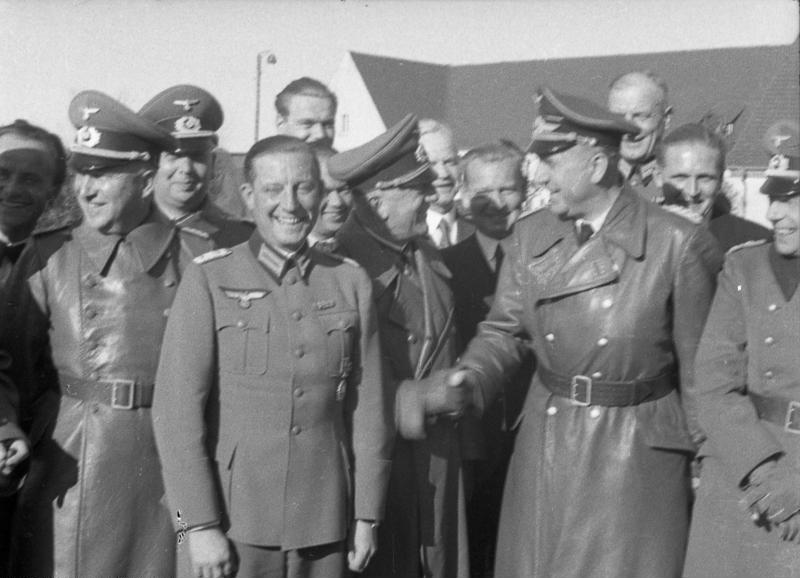
Peenemünde nella primavera 1941: Leeb, Todt, Lübke, Dornberger

Devastazione prodotta da un V2 a Camberwell Road (Londra) nel 1944 circa

Nel centro di Peenemünde furono conquistati numerosi successi pioneristici: non solo si lanciò il primo missile balistico in grado di spingersi ai limiti dello spazio esterno, ma nel bunker di controllo fu installato anche il primo sistema televisivo industriale per la trasmissione del lancio.
Tuttavia questi progressi tecnici furono pagati col sangue, nel vero senso del termine: solo l'avviamento e la successiva produzione del V2 a Mittelbau-Dora costarono la vita a circa 20 000 detenuti. Nello stesso impiego militare del V2 morirono circa 8 000 individui, in prevalenza civili.
Alto responsabile del centro fu per un certo periodo il futuro presidente della Germania occidentale Heinrich Lübke. Almeno una parte dei 1 400 prigionieri che vivevano a Usedom fu assegnata direttamente al cosiddetto «gruppo di montaggio Schlempp» presso il quale egli era impiegato. Lübke guidava in autonomia un commando di detenuti e aveva anche richiesto alcuni forzati per la conduzione del centro. Gli scienziati coinvolti erano a conoscenza dell'impiego dei prigionieri. Un importante documento originale al riguardo si trova in Bastian: uno dei direttori tecnici del centro di Peenemünde, Arthur Rudolph, in seguito direttore del programma di sviluppo del Saturn V, in un memorandum del 16 aprile 1943, steso in occasione di una rivista della squadra dei detenuti presso la Heinkel-Werke di Oranienburg, commenta in dettaglio le pessime condizioni di vita e di lavoro dei forzati, tra i quali molti Ostarbeiter e francesi, approvandole palesemente.
Così riassume il museo storico-tecnico:
Peenemünde e le sue pertinenze non furono comunque l'unico sito tedesco dal quale avvennero lanci di grandi testate missilistiche. Ve ne furono anche nella zona dei wadden di Cuxhaven e nella futura piazza d'armi provvisoria della NVA sulla penisola di Zingst. Il materiale smantellato e il personale di Peenemünde avrebbero posto le basi dei futuri progetti missilistici sovietici e occidentali. In Francia tale personale fu impiegato nello sviluppo della force de frappe.
Il più eminente degli esperti emigrati nel dopoguerra negli Stati Uniti da Peenemünde fu il direttore tecnico Wernher von Braun, che alla metà degli anni 1960 sviluppò per la NASA il razzo lunare Saturn V e cooperò decisivamente nel programma Apollo allo sbarco sulla luna dell'Apollo 11. Nella corsa allo spazio altri ricercatori, come Helmut Gröttrup, scelsero invece il programma sovietico.
L'A4, con il suo primo volo completo alla quota di 84 500 m il 3 ottobre 1942, divenne il primo manufatto umano in grado di  spingersi ai confini dello spazio. Nel cinquantesimo anniversario di tale volo, a Peenemünde, una commemorazione ufficiale dell'industria aerea e spaziale tedesca patrocinata dal governo fu presto annullata per effetto delle proteste internazionali. Fuori dalla Germania, il missile A4 veniva infatti associato al campo di concentramento di Mittelbau-Dora, dov'era prodotto in serie dai detenuti.